# أزرق المنقار
أزرق المنقار (الاسم العلمي: Spermophaga) هو جنس من فصيلة العصافير شمعية المنقار. هذه الطيور توجد في إفريقيا الاستوائية. هذه الطيور آكلة للبذور بمناقيرها الزرقاء والحمراء القصيرة والسميكة. لها جميعها ريش قرمزي بشكل أساسي وأسود أو رمادي غامق.